# Ejti Štih
Ejti Štih, rojstno ime Marija Štih (priimek po poroki: Štih de Fernández de Córdoba), slovenska slikarka, * 25. november 1957, Kranj.
Štihova se je rodila v Sloveniji in študirala na ljubljanski likovni akademiji. Specialistični študij je opravila pod mentorstvom Krsta Hegedušića v Zagrebu. 
Živi in ustvarja pretežno v Boliviji, v mestu Santa Cruz de la Sierra, kjer je v opuščeni policijski postaji ustvarila likovno galerijo. V Boliviji živi od leta 1982, ko je po poroki z arhitektom Lucho Fernadez de Cordoba prejela bolivijsko državljanstvo. Ukvarja se tudi z ilustracijo za knjige, revije, časopise, z gledališko kostumografijo in scenografijo ter s kiparskimi inštalacijami. Tematika v njenem likovnem ustvarjanju je predvsem socialno usmerjena in opisuje življenje navadnih ljudi, politikov, problematiko revščine, globalizacije in drugih aktualnih tem. Likovna dela Ejti Štih so razpoznavna po živih barvah, med katerimi sta najbolj dominantni rdeča ali modra. Nekateri ocenjujejo njen pristop k slikarstvu kot »novinarski«.
Njen oče je književnik Bojan Štih, mama pa slikarka Melita Vovk. Ima dva otroka: sina Martina, ki je arhitekt, in hčer Ines, ki je ilustratorka. Oba sta študirala v Evropi.
Leta 1981 je kot scenografinja predstave Hlapci v izvedbi Mestnega gledališča ljubljanskega prejela Borštnikovo nagrado z denarno nagrado za likovno podobo.